# Blackhill Enterprises
Blackhill Enterprises war ein britisches Musikmanagement-Unternehmen, das im Oktober 1966 von Peter Jenner und Andrew King zusammen mit den vier ursprünglichen Mitgliedern von Pink Floyd – Syd Barrett, Nick Mason, Roger Waters und Richard Wright – gegründet wurde.
Blackhill Enterprises organisierten die ersten kostenlosen Freiluftkonzerte im Londoner Hyde Park, darunter das Konzert der Rolling Stones am 5. Juli 1969.
Nachdem Barrett Pink Floyd verlassen hatte, lösten Jenner und King die Zusammenarbeit mit der Band auf, betreuten aber weiterhin Barrett. Zu den weiteren Künstlern, die von Blackhill Enterprises betreut wurden, gehörten:
- Marc Bolan (dessen spätere Frau June Child bei Blackhill als Sekretärin arbeitete)
- The Edgar Broughton Band
- The Clash
- Ian Dury
- Roy Harper

und andere.
Blackhill Enterprises wurde Anfang der 1980er Jahre aufgelöst.